# (9649) Junfukue
(9649) Junfukue est un astéroïde de la ceinture principale.

## Description
(9649) Junfukue est un astéroïde de la ceinture principale. Il fut découvert le 2 décembre 1995 à Oizumi par Takao Kobayashi. Il présente une orbite caractérisée par un demi-grand axe de 2,23 UA, une excentricité de 0,15 et une inclinaison de 4,0° par rapport à l'écliptique.